# Teke-Laali jezik
Teke-Laali jezik (ISO 639-3: lli; 	ilaali), nigersko-kongoanski jezik uže sjeverozapadne bantu skupine, kojim govori oko 2 100 ljudi (2006) u regiji Lekoumou u Kongu.
Teke-Laali pripada zoni B i uz još 11 jezika podskupini teke (B.70). Leksički mu je najbliži tsaayi [tyi] (81%).

## Vanjske poveznice
- Ethnologue (16th)
- Ethnologue (15th)